# 78e division de chars
Pour les articles homonymes, voir 78e division.
La 78e division de chars est une ancienne division des forces terrestres soviétiques.
Elle est créée en 1949 sous le nom de 15e division de chars, à partir du 78e régiment de chars, lui-même issu de la 78e brigade de chars de la Seconde Guerre mondiale. La division reprend ce numéro 78 en 1965. Elle fait partie du 1er corps d'armée à partir de 1960 et est basée à Aïagouz à partir de 1970. En mars 1992, la division est intégrée aux forces armées kazakhes, devenant la 78e division mécanisée. Elle est dissoute en 2003.

## Histoire
La 78e brigade de chars commence à se former dans la ville de Vladimir, au sein du district militaire de Moscou, conformément à une directive du commissariat du peuple à la défense de l'Union soviétique du 11 février 1942. La brigade comprend les 263e et 264e bataillons de chars et une compagnie de soutien. Le major Alexeï Dmitrievitch Loktionov est nommé commandant de brigade. Le lieutenant-colonel Leonid Tchiguine (en) prend le commandement de la brigade le 3 mars 1943 et la commanda jusqu'au 30 avril.
À l'automne 1943, la 78e brigade de chars participe à l'offensive de Nevel. Un rapport soviétique indique que la brigade n'a perdu que sept chars lors de l'offensive. Pour distinction dans les batailles au cours de cette opération, par ordre du commandant en chef suprême du 7 septembre 1943, la brigade reçoit le titre honorifique de « Nevelskaïa ». Le 11 mars 1944, elle reçoit l'ordre du Drapeau rouge. Le 4 avril 1944, elle est réaffectée à la 10e armée de la Garde du 2e front de la Baltique.
Le 10 février 1945, elle est retirée de la 10e armée de la Garde et subordonnée à la 42e armée du 2e front de la Baltique. Le 27 mars 1945, elle passe dans la réserve du front de Léningrad.

### Guerre froide
Entre le 1er et le 2 novembre 1945, la 78e brigade de chars quitte le district militaire balte et rejoint Osipovitchi, dans le district militaire de Biélorussie (en), où elle est intégrée à la 12e division mécanisée et réorganisée en régiment de chars. Conformément à une directive du 30 juillet 1949, le régiment remet ses chars T-54 aux unités de la 12e division mécanisée et reçoit en échange 65 chars T-34. À partir du 15 juillet 1949, le régiment quitte la 12e division mécanisée et part pour Tchardjou, où il devient partie intégrante du district militaire du Turkestan. Par un ordre du 11 août 1949, le régiment, alors doté d'un effectif de 811 hommes et de 65 chars T-34, est agrandi pour former la nouvelle 15e division de chars. Le 78e régiment de chars lui-même forme le 143e régiment de chars (numéro 01287) à Tchardjou, ainsi que les 156e et 167e régiments de chars, le 180e régiment de chars et d'automoteurs lourds, le 608e régiment d'artillerie anti-aérienne et le 94e bataillon de mortiers de la Garde. À l'exception du 143e régiment de chars, la division est stationnée à Kogon à partir de 1949.
Conformément à une directive du 12 mars 1957, la 15e division de chars est réorganisée selon un nouveau tableau d'effectifs et de dotation. La division comprend les 143e, 156e et 180e régiments de chars lourds, le 608e régiment d'artillerie antiaérienne, le 194e bataillon de transmissions distinct, le 103e bataillon de sapeurs distinct, la 19e compagnie médico-sanitaire distincte, la 120e compagnie de transport automobile distincte, le 406e atelier de réparation de chars, le 407e atelier automobile et le 8e bataillon de chars d'entraînement distinct. Le 5 août 1961, le 180e régiment de chars lourds est rebaptisé 180e régiment de chars. La division déménage à Achgabat en 1958 .
En octobre 1960, la division intègre le 1er corps d'armée. Le 19 février 1962, le 345e bataillon de missiles et un bataillon de maintenance et de récupération des équipements sont mis sur pied.
Le 11 janvier 1965, la division fut rebaptisée 78e division de chars, rétablissant son numéro d'origine de la Seconde Guerre mondiale. Au 1er janvier 1968, son effectif total s'élève à 7 404 hommes dont 886 officiers. En avril 1970, le 374e régiment de fusiliers motorisés est transféré à la 155e division de fusiliers motorisés et remplacé par le 369e régiment de fusiliers motorisés de la Garde de la 5e division de fusiliers motorisés de la Garde (ru). Dans le même temps, la division est transférée à Aïagouz en mai 1970. En 1972, la compagnie de défense chimique devient le 564e bataillon de défense chimique. Le 1052e bataillon d'approvisionnement en matériel est formé en 1980 à partir du bataillon de transport automobile. Le 24 septembre 1981, la division intègre la 32e armée (créée à partir du 1er corps). De 1982 à 1987, le commandant de la division est Anatoli Kvachnine. En 1988, la division est équipée de chars T-62 et de véhicules de combat d'infanterie BMP-1. Le 1er mars 1988, elle repasse sous le contrôle du 1er corps d'armée recréé. Le 4 juin 1991, elle fut intégrée à la nouvelle 40e armée. Pendant la guerre froide, sa force a été maintenue à 65 %.

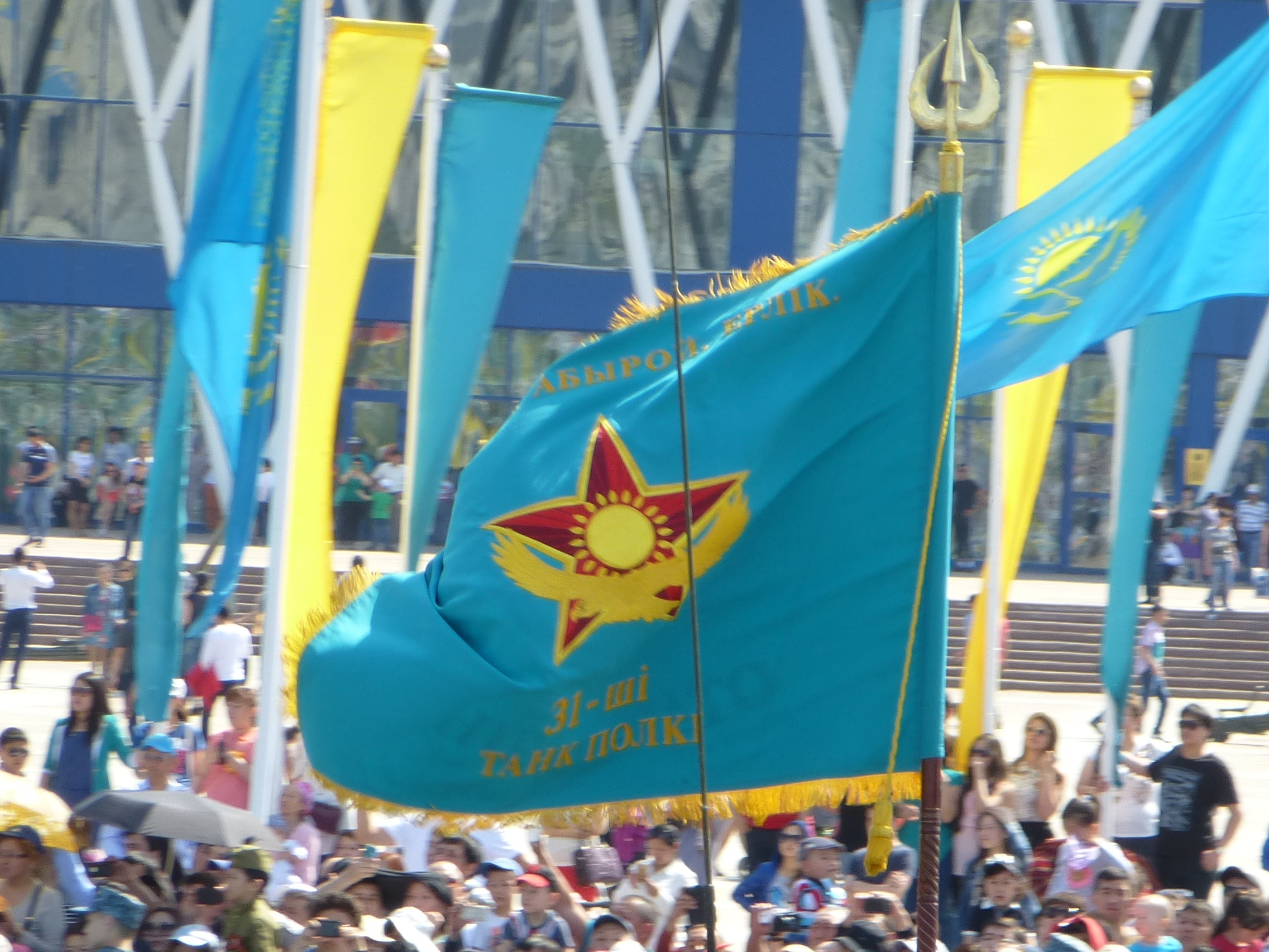
Le drapeau du de chars en 2015.

En mars 1992, elle est reprise par le Kazakhstan. Le 7 mai 1992, elle devient officiellement partie intégrante des forces terrestres kazakhes. Le 14 mai 1999, la division est réorganisée en 3e division mécanisée. Dans le même temps, le 180e régiment de chars est rebaptisé 31e régiment de chars. Le 20 octobre 2000, la division reçoit le nom de Bögönbaï Batyr. Dans le cadre de la transition des forces terrestres vers une structure de brigades en 2003, la division est dissoute. Le 15 mai 2005, le 31e régiment de chars est réorganisé en 11e brigade mécanisée séparée. Le 1er décembre 2007, la 11e brigade mécanisée est réorganisée en 11e brigade de chars.

## Commandants de l'unité
Commandants de la 78e brigade puis du 78e régiment :
- Major Alekseï Dmitrevitch Loktionov, 7 janvier 1942-3 mars 1943 (lieutenant-colonel à partir du 20 février 1942)
- Lieutenant-colonel Leonid Tchiguine, 3 mars-30 avril 1943 (colonel à partir du 22 février 1943)
- Major Iakov Grigorevitch Kotcherguine (1er mai 1943-14 novembre 1944)
- Colonel Vassili Konstantinovitch Borodavkine (14 novembre 1944-23 mars 1945)
- Lieutenant-colonel Vassili Firsovitch Kirdiachev (23 mars-17 mai 1945; colonel à partir du 10 avril 1945)
- Colonel Nikolaï Mikhaïlovitch Lebedev (17 mai 1945-18 mars 1946)
- Colonel Nikolaï Fiodorovitch Bilinski (18 mars 1946-8 mars 1948)
- Colonel Nikolaï Denisovitch Moratchevitch (8 mars 1948-26 août 1949)

Commandants de la 78e division :